# Севенокс
Се́венокс (англ. Sevenoaks) — город в Великобритании, находится в западной части английского графства Кент, административный центр одноимённого района.
Севенокс расположен примерно в 34,6 километрах к юго-востоку от центра британской столицы и связан с ней одной из основных пригородных железнодорожных линий Лондона. Близ Севенокса располагается дворец 15 века Ноул-хаус, который служил резиденцией архиепископа Кентерберийского.
Также известен своим парком Ноул, в котором снимался клип на песню Strawberry Fields Forever рок-группы The Beatles.

## Этимология
Название города происходит от древнеанглийского слова «Seouenaca», которое было дано маленькой часовне около семи дубов на виноградном поле около 800 года нашей эры.
В книге К. Бедекера под названием «Великобритания: Англия, Уэльс и Шотландия до Лох-Мари и Кромарти-Ферт» (опубликованной в 1887 году) утверждается, что Севенокс считается искажением названия деревни «Шевеникс» (англ. Chevenix).

## Города-побратимы
- Понтуаз, Франция
- Райнбах, Германия

## Известные уроженцы и жители
- Сэмюэл Росон Гардинер (1829—1902) — английский историк и педагог.
- Плам Сайкс (род.1969) — американская писательница, журналистка и актриса.